# Kulový mlýn

Princip kulového mlýna

Kulový mlýn je mlýn, který rozmělňuje mletý materiál pomocí koulí z tvrdého materiálu, nejčastěji ušlechtilé oceli.
Skládá se z komory (obvykle ve tvaru válce), v níž je umístěn drcený materiál spolu s koulemi. Válec se pohybuje a přesýpající se koule postupně drtí materiál, v němž jsou vloženy. Kulové mlýny umožňují velice jemné semletí i relativně tvrdých materiálů.
Typickým využitím kulových mlýnů je mletí slínku při výrobě cementu, nebo některých rud. Kulové mlýny se běžně používají také v tepelných elektrárnách k drcení uhlí nebo při výrobě pěnového skla. Též se používají v krematoriích na drcení kostí (kremulátory).